# Vịnh Kvarner

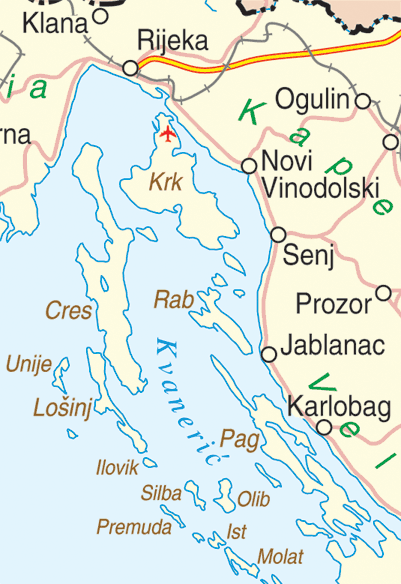
Bản đồ Vịnh Kvarner

Vịnh Kvarner (tiếng Croatia: Kvarnerski zaljev) là một vịnh ở phần phía bắc của Biển Adriatic, giữa bán đảo Istria và bờ phía bắc của Croatia.
Các đảo chính trong Vịnh Kvarner là Cres, Krk, Pag, Rab và Lošinj. Phần chính của vịnh Kvarner nằm giữa đất liền của Croatia, đảo Cres và đảo Krk. Một phần nhỏ của vịnh nằm giữa các đảo Cres, Krk, Rab và đảo Pag được gọi là Kvarnerić ("vịnh Kvarner nhỏ").
Vịnh này có độ sâu rất lớn, cho phép thành phố Rijeka ở điểm cực bắc vủa vịnh có một hải cảng mà các tàu lớn và tàu bồn có thể cập cảng.
Dọc theo bờ biển của vịnh này có những thành phố du lịch thanh lịch và lâu đời nhất của Croatia như Opatija và Lovran.